# 聖奧爾本斯市
聖奧爾本斯市，全称聖奧爾本斯市和區（英語：St Albans City and District，/ˈɔːlbənz/），是英國赫特福德郡的一個非都市區、自治市鎮和市，由聖奧爾本斯市議會管轄。

## 歷史
聖奧爾本斯市創立於1974年4月1日，是由原先的聖奧爾本斯市自治市和哈普敦都會區及大部分聖奧爾本斯郊區合併而成的。此地的城市地位要追溯到1877年因聖奧爾本斯大教堂建立而給予聖奧爾本斯的市自治市（municipal borough）地位。聖奧爾本斯市則是在1974年7月9日經由英皇制誥而得到城市地位的。